# Stenoma agrioschista
Stenoma agrioschista es una especie de polilla del género Stenoma, orden Lepidoptera.
Fue descrita científicamente por Meyrick en 1927.

## Distribución
Se distribuye por Estados Unidos.